# Senukoh
Senukoh (mal. Kampong Senukoh, także Ulu Senukoh) – wieś w mukimie Labu w dystrykcie Temburong we wschodnim Brunei. Położona jest przy bocznej drodze Jalan Senukoh. We wsi znajduje się szkoła podstawowa Senukoh Primary School.